# Línea 4 del Mexibús
La línea 4 del Mexibús, inaugurada por completo el 7 de abril del 2024, cuenta en total con una longitud de 31 kilómetros y 30 estaciones en los municipios de Tecámac, Ecatepec de Morelos, Tlanepantla de Baz y la alcaldía Gustavo A. Madero en la Ciudad de México.

## Historia
La línea 4 tiene 31 kilómetros en el recorrido desde el fraccionamiento "Los Héroes Tecámac", en el municipio de Tecámac, Estado de México al CETRAM La Raza, en la Alcaldía Gustavo A. Madero, Ciudad de México circulando por la Avenida de los Insurgentes, Autopista México-Pachuca, Vía Morelos, Avenida Nacional y Vialidad Mexiquense; y para brindar el servicio cuenta con 30 estaciones y 71 autobuses.
Al igual que la línea I del Mexibús, se tiene contemplada una ampliación al Aeropuerto Internacional Felipe Ángeles.

## Rutas
El servicio se presta en cuatro itinerarios:
El servicio se presta en 3 itinerarios:
- Ordinario Mixto: Universidad Mexiquense del Bicentenario - La Raza
- Express ROSA: Universidad Mexiquense del Bicentenario - La Raza
- Express Mixto: Universidad Mexiquense del Bicentenario - La Raza

## Flotilla
La flotilla de esta línea la comprende:
- Servicio Ordinario: Volvo 7300 Upgrade Articulado BRT

- Servicio Express Mixto: Volvo 7300 Upgrade Articulado BRT

- Servicio Express Rosa: Volvo CAIO Access B8RLE, Volvo B7R
- Autobuses Sunwin Articulados Padrón alto: Aun sin servicio definido.

## Estaciones
Las estaciones de la ruta son:
| Estación                                | Iconografía                                        | Inauguración          | Ubicación           | Tipo de estación | Rutas                                | Conexiones                                                                                             |
| --------------------------------------- | -------------------------------------------------- | --------------------- | ------------------- | ---------------- | ------------------------------------ | --- |
| La Raza                                 | Monumento a La Raza                                | 7 de abril de 2024    | Gustavo A. Madero   | Terminal         | - Ordinario - Exprés (Solo descenso) | Otros servicios - CETRAM La Raza - La Raza - La Raza                                                   |
| Indios Verdes                           | Monumento a los Indios Verdes                      | 7 de abril de 2024    | Gustavo A. Madero   | Correspondencia  | - Ordinario - Exprés                 | Otros servicios - CETRAM Indios Verdes - Indios Verdes - Indios Verdes - Indios Verdes - Indios Verdes |
| Periférico                              | Dos autos sobre una carretera                      | 9 de octubre de 2021  | San Juan Ixhuatepec | Paso             | - Ordinario - Exprés                 | Otros Servicios - Periférico                                                                           |
| Martín Carrera                          | Busto de Martín Carrera                            | 24 de febrero de 2021 | San Juan Ixhuatepec | Paso             | - Ordinario                          | |
| Clínica 76                              | Edificio y número «76»                             | 24 de febrero de 2021 | Ecatepec            | Paso             | - Ordinario - Exprés                 | |
| Vía Morelos                             | Autopista                                          | 24 de febrero de 2021 | Ecatepec            | Paso             | - Ordinario                          | |
| Monumento a Morelos                     | Monumento a Morelos                                | 24 de febrero de 2021 | Ecatepec            | Paso             | - Ordinario                          | |
| 5 de febrero                            | Papel y pluma                                      | 24 de febrero de 2021 | Ecatepec            | Paso             | - Ordinario                          | |
| Santa Clara                             | Busto de Clara de Asís                             | 24 de febrero de 2021 | Ecatepec            | Paso             | - Ordinario - Exprés                 | Otros servicios - Santa Clara                                                                          |
| Cerro Gordo                             | Glifo de cerro                                     | 24 de febrero de 2021 | Ecatepec            | Paso             | - Ordinario                          | |
| Servicios Administrativos               | Edificio                                           | 24 de febrero de 2021 | Ecatepec            | Paso             | - Ordinario                          | |
| Clínica 93                              | Edificio y número «93»                             | 24 de febrero de 2021 | Ecatepec            | Paso             | - Ordinario - Exprés                 | |
| Industrial                              | Fábrica                                            | 24 de febrero de 2021 | Ecatepec            | Paso             | - Ordinario                          | |
| Quinta aparición                        | Iglesia de la Quinta aparición                     | 24 de febrero de 2021 | Ecatepec            | Paso             | - Ordinario                          | |
| Tulpetlac                               | Glifo de Tulpetlac                                 | 24 de febrero de 2021 | Ecatepec            | Paso             | - Ordinario - Exprés                 | |
| Siervo de la Nación                     | Busto de José María Morelos                        | 24 de febrero de 2021 | Ecatepec            | Paso             | - Ordinario                          | |
| Nuevo Laredo                            | Apache                                             | 24 de febrero de 2021 | Ecatepec            | Paso             | - Ordinario - Exprés                 | |
| Laureles                                | Corona de laureles                                 | 24 de febrero de 2021 | Ecatepec            | Paso             | - Ordinario                          | |
| La Viga                                 | Viga                                               | 24 de febrero de 2021 | Ecatepec            | Paso             | - Ordinario                          | |
| San Cristóbal                           | Iglesia de San Cristóbal                           | 24 de febrero de 2021 | Ecatepec            | Paso             | - Ordinario                          | |
| Puente de Fierro                        | Puente de fierro                                   | 24 de febrero de 2021 | Ecatepec            | Correspondencia  | - Ordinario - Exprés                 | Correspondencia - Puente de Fierro                                                                     |
| Izcalli Palomas                         | Dos palomas                                        | 24 de febrero de 2021 | Ecatepec            | Paso             | - Ordinario                          | |
| Central de Abastos                      | Cesto de frutas                                    | 24 de febrero de 2021 | Ecatepec            | Correspondencia  | - Ordinario - Exprés                 | Correspondencia - Central de Abastos Otros servicios - CETRAM Central de Abastos de Ecatepec           |
| Santa María Chiconautla                 | Busto de Tomás el Apóstol                          | 27 de mayo de 2023    | Ecatepec            | Paso             | - Ordinario                          | |
| Ejido Santo Tomás                       | Plantas                                            | 9 de octubre de 2021  | Ecatepec            | Paso             | - Ordinario                          | |
| Revolución                              | Adelita                                            | 9 de octubre de 2021  | Tecámac             | Paso             | - Ordinario - Exprés                 | |
| Margarito F. Ayala                      | Busto de Margarito F. Ayala                        | 9 de octubre de 2021  | Tecámac             | Paso             | - Ordinario                          | |
| Las Flores                              | Dos flores                                         | 9 de octubre de 2021  | Tecámac             | Paso             | - Ordinario - Exprés                 | |
| Bosques                                 | Tres árboles                                       | 9 de octubre de 2021  | Tecámac             | Paso             | - Ordinario                          | |
| Universidad Mexiquense del Bicentenario | Logo de la Universidad Mexiquense del Bicentenario | 9 de octubre de 2021  | Tecámac             | Terminal         | - Ordinario - Exprés                 | - CETRAM UMB                                                                                           |